# Amy (film, 1981)
Pour les articles homonymes, voir Amy.
Pour plus de détails, voir Fiche technique et Distribution.
Amy est un film américain de Vincent McEveety sorti en 1981. Le film est assez peu connu malgré son sujet sur la place de la surdité.

## Synopsis
En 1913, Amy Medford quitte son riche mari possessif pour commencer une nouvelle vie. Elle décide d'enseigner à parler aux élèves sourds des Appalaches rurales dans une école pour enfants aveugles et sourds. Bien que rencontrant la résistance de ceux qui se demandent s'il est même possible d'enseigner la parole aux enfants malentendants, Amy se rapproche du personnel et des enfants. Elle se construise une nouvelle vie et acquiert la force personnelle dont elle aura besoin pour résister à la domination de son ex-mari qui ne se souhaite pas la laisser vivre sa propre vie.

## Fiche technique
- Titre : Amy
- Réalisation : Vincent McEveety assisté d'Howard Garce (premier assistant), James Turley et Linda Leigh Karjola (second assistants)
- Scénario : Noreen Stone
- Montage : Gregg McLaughlin (image), Ben E. Hendricks (son), Jack Wadsworth (musique)
- Direction artistique : John B. Mansbridge, Mark W. Mansbridge
- Direction de la photographie : Leonard J. South
- Musique : Robert F. Brunner
- Son : Herb Taylor (supervision), Henry A. Maffett (mixage)
- Costume : Jack Sandeen (supervision), John A. Anderson (homme), Nedra Rosemond-Watt (femme)
- Maquillage : Robert J. Schiffer (supervision), Melanie Levitt
- Coiffure : Chris Lee
- Décors : Roger M. Shook
- Effets Spéciaux : Danny Lee
- Conseiller technique : Todd Rutherford
- Cascades : Louie Nicholas, Jeffrey Dashaw, Hank Hooker, Stacie Elias
- Producteur : Jerome Courtland, Robert M. Webb (responsable de production), William Robert Yates (exécutif)
- Société de production : Walt Disney Productions
- Pays d'origine :  États-Unis
- Langues : Anglais
- Genre : Comédie dramatique
- Durée : 100 minutes (1 h 40)
- Date de sortie :
  -  États-Unis : 20 mars 1981

Sauf mention contraire, les informations proviennent des sources concordantes suivantes : Leonard Maltin, Mark Arnold et IMDb

## Distribution
- Jenny Agutter : Amy Medford
- Barry Newman : Dr. Ben Corcoran
- Kathleen Nolan : Helen Gibbs
- Chris Robinson : Elliot Medford
- Lou Fant : Lyle Ferguson
- Margaret O'Brien : Hazel Johnson
- Nanette Fabray : Malvina
- Lance LeGault : Edgar Wanbuck
- Lucille Benson : Rose Metcalf
- Jonathan Daly : Clyde Pruett
- Lonny Chapman : Virgil Goodloe
- Brian Frishman : Mervin Grimes
- Jane Daly : Molly Tribble
- Dawn Jeffory : Caroline Chapman
- Frances Bay : Mrs. Lindey
- Peggy McCay : Mrs. Grimes
- Len Wayland : Mr. Grimes
- Virginia Vincent : Edna Hancock
- Norman Burton : Caruthers
- Otto Rechenberg : Henry Watkins
- David Hollander : Just George
- Cory 'Bumper' Yothers : Wisley Moods
- Alban Branton : Eugene
- Ronnie Scribner : Walter Ray
- Michelle Downey : Essie
- Carson Sipes : Dwayne
- Diana Boyd : Loretta
- Flavia Fleischer : Iris
- David Jacob Weiss : Glenn
- Oscar Arturo Aguilar : Chester
- Kevin van Wieringen : Owen Corner
- Seamon Glass : Mr. Watkins
- Nancy Jeris : Mrs. Watkins
- Randy Morton : adolescent
- Lance R. Gordon : arbitre
- John Arndt : Mr. Pool
- Rick Foster : joueur de football[3]
- Elisha Rapson : fille aveugle[3]

Sauf mention contraire, les informations proviennent des sources concordantes suivantes : Leonard Maltin, Mark Arnold et IMDb

## Production
Le film est une forme de réadaptation du film Miracle en Alabama (1962). L'actrice Nanette Fabray est réellement sourde dans la vraie vie mais a appris à parler, ce qui confirme que c'est possible. L'actrice et chanteuse Julie Budd (en) interprète la chanson titre du film So Many Ways. Elle avait joué dans une autre production Disney de 1981, Max et le Diable pour lequel elle était présentée comme la nouvelle Barbra Streisand, ex-femme d'Elliott Gould qui lui y tenait le rôle titre. La chanson So Many Ways a été écrite par Bruce Belland sur une musique de Robert F. Brunner. Le jeune acteur David Hollander qui interprète Just George a joué dans la comédie Y a-t-il un pilote dans l'avion ? (1980) dans laquelle il demande à une femme comment elle aime son café, jeune femme qui répond qu'elle l'aime noir comme les hommes.

## Sortie et Accueil
Le film sort le 20 mars 1981 en salle,, quelques semaines après Max et le Diable (1981). Afin d'assurer le succès en salles du films, le studio Disney a recours à la méthode du double programme et propose Amy avec une ressortie du film Alice au pays des merveilles (1951).
Le film devait être diffusé dans Le Monde merveilleux de Disney sous le titre Amy on the lips (« Amy sur les lèvres ») mais a conservé son titre plus court. Le film est disponible en version originale sous-titrée sur Disney+.
Pour Mark Arnold, le film est très doux et charmant, souvent sous-estimé et oublié dans la liste des classiques en prise de vues réelles de Disney, l'auteur mettant le spectateur au défi de ne pas pleurer.